# ТЕС Бушрод-Айленд
6°21′39.4″ пн. ш. 10°47′17.3″ зх. д. / 6.360944° пн. ш. 10.788139° зх. д.
ТЕС Бушрод-Айленд – теплова електростанція в Ліберії на острові Бушрод-Айленд північніше її столиці міста Монровія. На момент спорудження найпотужніша ТЕС країни.
У 2010 році, в межах програми по відновленню енергопостачання в країні після громадянської війни, на острові встановили 15 високооборотних дизель-генераторів потужністю по  МВт.
Після цього розпочали проект зі спорудження ТЕС у складі низькооборотних генераторів більшої потужності – в сукупності 38 МВт, з можливістю розширення ще на 10 МВт. Станція складалась із трьох частин, які повинні були профінансувати Світовий Банк (10 МВт), Liberia Electricity Corporation (2 герератори Wärtsilä по 9 МВт) та уряд Японії (10 МВт). Будівельні роботи стартували у 2014-му, проте відстали від плану через епідемію Еболи. Нарешті, з лютого по вересень 2016-го всі три частини ввели в експлуатацію.
Видача продукції відбувається через розташовану на Бушрод-Айленд підстанцію 22/66 кВ.